# Hypaurotis crysalus
Hypaurotis crysalus es una mariposa de montaña de los matorrales de roble originaria de Estados Unidos y norte de México (llamada en inglés Colorado hairstreak). Es de la familia Lycaenidae. Fue designado el insecto del estado de Colorado en 1996.

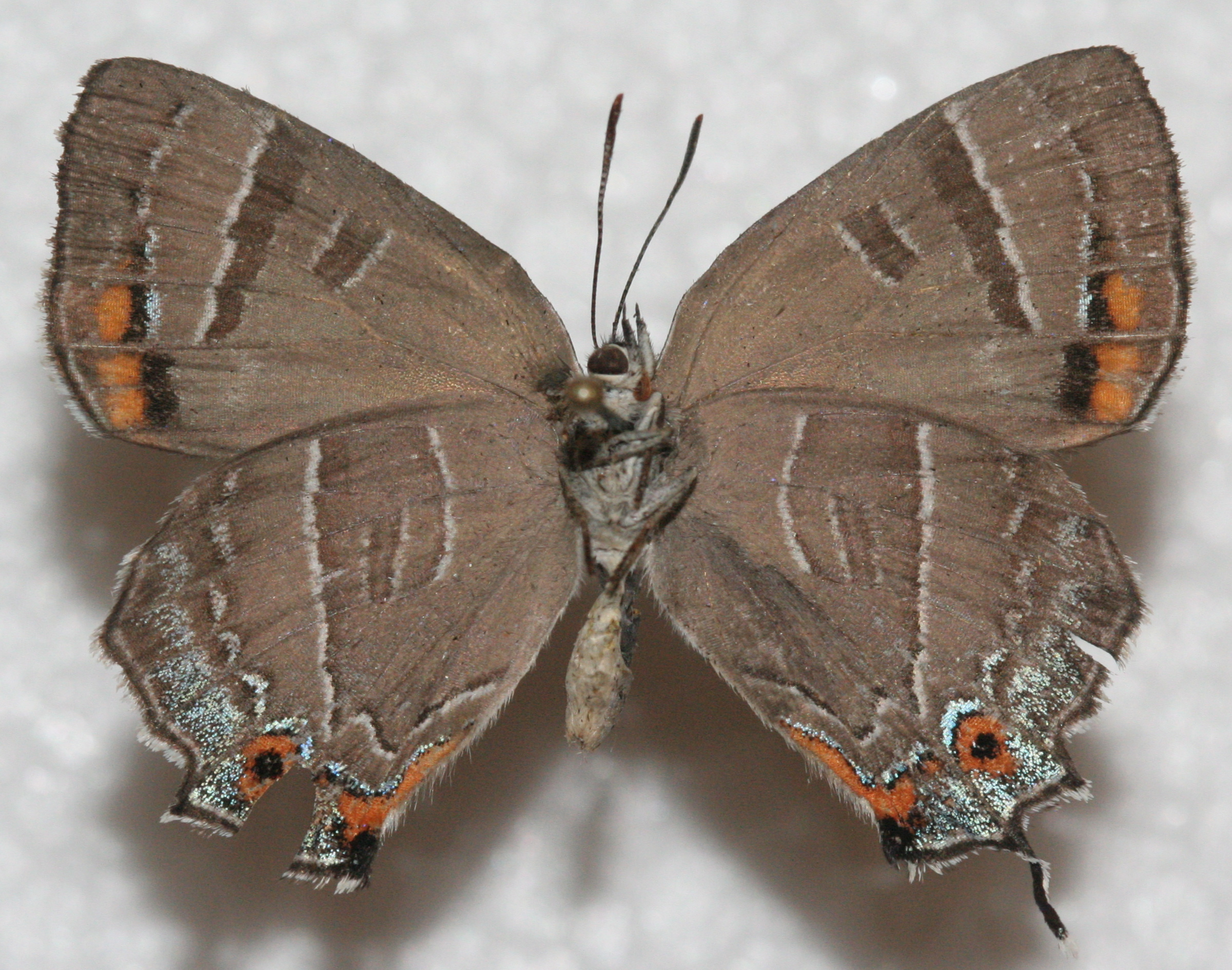
Parte inferior de las alas

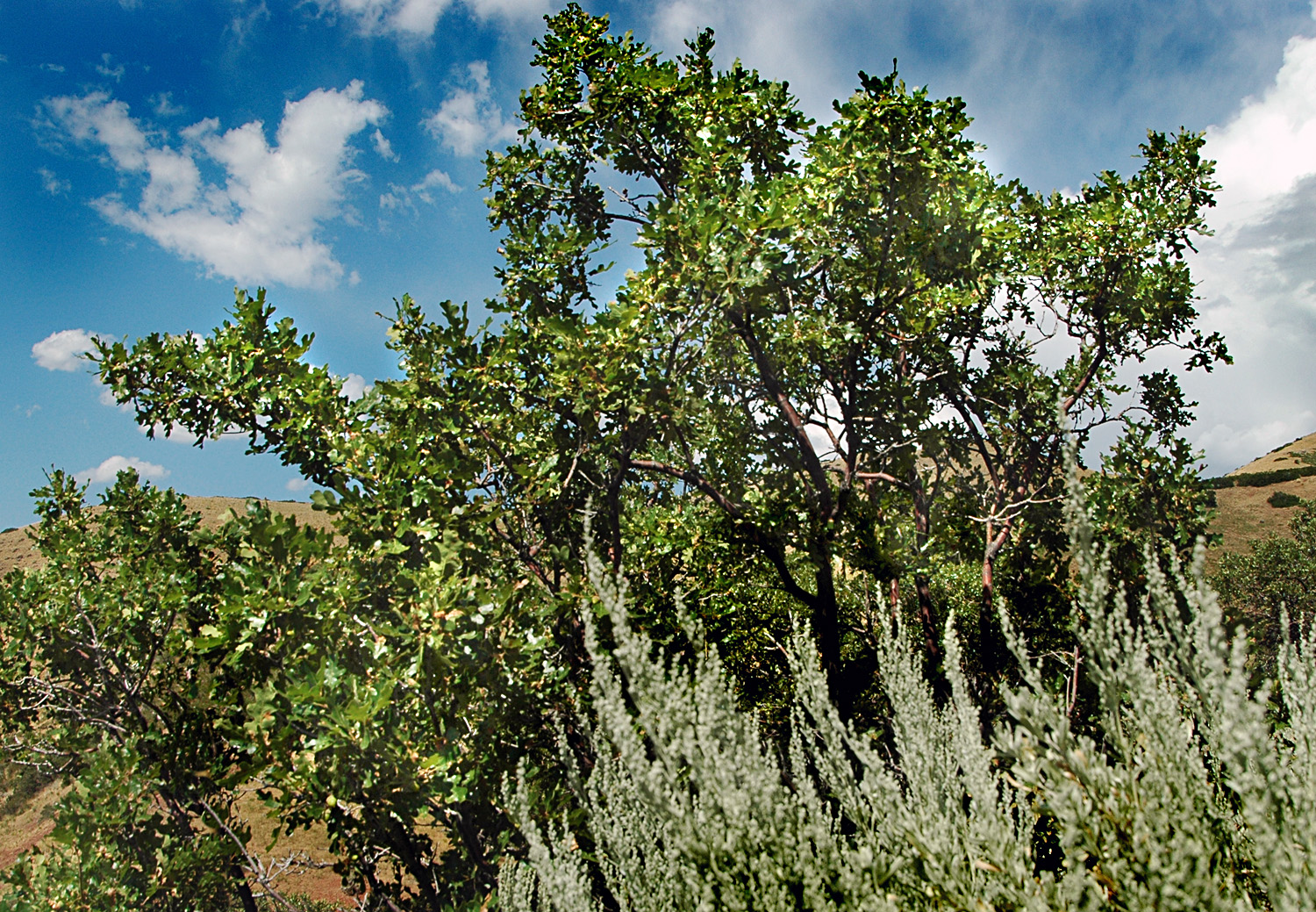
Especie asociada a Quercus gambelii

La parte superior de las alas es de color púrpura oscuro con un amplio borde negro u oscuro. Cada ala tiene manchas de color naranja en el borde inferior externo, y cada ala posterior tiene una cola delgada como un pelo. La parte inferior de las alas es de gris pálido a oscuro con manchas blancas y oscuras, con un parche de color naranja en el margen de cada ala delantera, y una mancha naranja con un centro negro en las alas posteriores cerca de la cola. Tiene una envergadura de 3.1 - 3.8 cm.
Esta especie depende del "roble de Gambel" ( Quercus gambelii ), que es a la vez donde se congregan los adultos y la fuente de alimento habitual para las orugas. Los huevos son depositados individualmente a finales del verano en las ramas de los robles de Gambel u otras especies de roble. Las orugas emergen en la primavera y comen las hojas jóvenes. Los adultos se alimentan de la savia del árbol y, probablemente, de la mielada secretada por otros insectos y no de las flores. La especie está en vuelo, por lo general a partir de mediados de junio a agosto. Se encuentra principalmente en Utah, Colorado, Arizona y Nuevo México, aunque también se puede encontrar en pequeñas porciones de Nevada, Wyoming y Durango en México. 